# Закляття (фільм)
«Закляття» (англ. The Conjuring) — американський містичний фільм жахів режисера Джеймса Вана 2013 р. Віра Фарміґа і Патрік Вілсон зображують Еда та Лоррейн Ворренів, які були американськими дослідниками паранормальних явищ. Їх доповіді надихнули на створення Жах Амітівілля. Воррени приходять на допомогу сім'ї Перон (Рон Лівінгстон і Лілі Тейлор), які відчувають, що в їх будинку в Харісвіллі, Род-Айленд 1971 р., відбуваються загадкові події.
Стрічка «Закляття» вийшла у США і Канаді 19 липня, у Великій Британії та Індії — 6 серпня 2013-го. Фільм отримав позитивні відгуки критиків і високу оцінку глядачів. Крім того, фільм мав касовий успіх, понад $312 млн в усьому світі з $20-мільйонним бюджетом.

## Сюжет
У 1971 році Роджер і Керолайн переїжджають у напівзруйнований будинок у Харрісвіллі, Род-Айленд, зі своїми п'ятьма доньками. Перший день минає гладко, хоча їх собака, Седі, відмовляється увійти в будинок, а одна з дочок знаходить забитий вхід до підвалу.
Наступного ранку Керолайн прокидається з таємничим синцем і знаходить Седі, лежачою мертвою поза домом. Протягом наступних кількох днів відбуваються різні дивні речі, паранормальні випадки, одним з яких є те, що Керолайн помічає, що всі годинники в будинку зупинилися рівно в 3:07.
Керолайн контактує з дослідниками паранормальних явищ, Едом і Лоррейн Ворренами, та просить їх про допомогу. Воррени проводять первинне розслідування і роблять висновок, що будинку потрібен екзорцизм, проте вони повинні отримати необхідний дозвіл від католицької церкви і ще одне свідчення для цього.
При дослідженні історії будинку Ед і Лоррейн виявляють, що будинок колись належав обвинуваченій відьмі Вірсавії, яка намагалася принести в жертву своїх дітей дияволу і вчинила самогубство в 1863 році, проклинаючи всіх, хто візьме її землю. Майно колись становило 200 акрів, але відтоді воно розділене на дрібніші ділянки. Вони знаходять повідомлення про численні вбивства і самогубства в будинках, які відтоді побудовані на проклятій території, що колись були частиною майна.
Ед і Лоррейн повертаються у будинок у спробі зібрати докази, щоб отримати дозвіл на екзорцизм. Сім'я Перонів вирішує сховатися в готелі, в той час, як Ед і Лоррейн використовують їх свідчення для церкви, щоб організувати обряд екзорцизму. Після обряду Керолайн та її дочки врятовані.
Повернувшись додому, Лоррейн говорить Еду, що священник, якого вони шукали для екзорцизму, передзвонив і залишив повідомлення, заявивши, що він отримав схвалення з боку католицької церкви. На додаток до цього він також має інший випадок для них для дослідження на Лонг-Айленді.

## Ролі
- Віра Фарміґа — Лорен Воррен
- Патрік Вілсон —  Ед Воррен
- Лілі Тейлор — Керолайн Перрон
- Рон Лівінгстон — Роджер Перрон
- Шенлі Касвелл — Андреа Перон
- Хейлі Макфарленд — Ненсі Перрон
- Джої Кінг — Крістіна Перрон
- Маккензі Фой — Сінді Перрон
- Кайла Дівер — Епріл Перрон
- Шеннон Кук — Дрю
- Джон Бразертон — Бред
- Стерлінг Джерінс — Джуді Воррен
- Стів Култер — священик Горден
- Джозеф Бішара — Вірсавія
- Моргана Бріджерс — Деббі
- Емі Тіптон — Камілла

## Виробництво
Пре-продакшн фільму розпочався на початку 2011 р. На початку червня з'явилася інформація, що на посаду режисера ведуться переговори з Джеймсом Ваном. Пізніше це підтверджено компанією Warner Bros., яка повідомила, що фільм буде оснований на житті Еда і Лорейн Воррен. У січні 2012-го ролі в картині отримали Віра Фарміґа, Патрік Вілсон, Лілі Тейлор і Рон Лівінгстон. Тоді ще фільм носив робочу назву «Безіменний проєкт за матеріалами Воррена» (англ. The Untitled Warren Files Project). Потім фільм тимчасово перейменували у «Файли Воррена» (англ. The Warren Files) за пропозицією Вана, пізніше йому повернули назву «Закляття» прямо перед початком маркетингової компанії з просування фільму.
Для підготовки до своїх ролей Фарміґа і Вілсон з'їздили в Коннектикут, щоб поспілкуватися з Лоррейн Воррен, яку пізніше запросили на знімальний майданчик фільму.
Знімання відбувалося з лютого по квітень 2012 р. Всі сцени знімали у хронологічному порядку. У серпні фільм перебував у стадії пост-продакшну. З фільму вирізано близько 20-30 хвилин матеріалу. Після позитивних тестових переглядів фінальна версія картини лягла на полицю в грудні 2012 р. в очікуванні прем'єри влітку 2013-го.

## Критика
Фільм отримав позитивні відгуки критиків й авдиторії. На сайті Rotten Tomatoes рейтинг становить 87 %, Metacritic — 7,7/10.

## Сиквел
У червні 2013 р. повідомлялося, що New Line Cinema вже розробляє продовження фільму. Обидва головні актори, Віра Фарміґа і Патрік Вілсон, підписали контракт на реприз їх ролей для додаткового фільму.